# 西が丘
西が丘（にしがおか）は、東京都北区の町名。現行行政地名は西が丘一丁目から西が丘三丁目。住居表示実施済み区域である。

## 地名の由来
もとは北区稲付西町三・四・五丁目・稲付梅木町・稲付出井頭町の全部、及び稲付西町一・二・六丁目・稲付西山町・稲付島下町の各一部。
町名制定の際、稲付西町の町民が「西」の字を含む新町名を要望し、北区がその要望を聞き入れて制定された。

## 地理
東京都北区の西縁部に位置し、板橋区との区境を成す。町域の北と東は赤羽西に、南は上十条に、西は板橋区清水町及び蓮沼町に接する。南東の十条仲原とは四つ角の1点で接し、南西の板橋区稲荷台とは近接するが境界線は接していない。
西が丘一丁目は戦前に海軍住宅として計画整備された場所で、街区が十字に整備され桜並木も植えられている。西が丘二丁目は米軍管理下の東京兵器補給廠（TOD地区）のうち、稲付射場として使用されていた区域及びその北側の住宅地を中心としている。西が丘三丁目は、最西端にあたる旧稲付出井頭町の一部（国際興業バス赤羽営業所付近）を除いて旧米軍駐留地（TOD第1地区）であり、三丁目の大半を占める返還後の旧米軍駐留地には国立西が丘サッカー場をはじめとする公共施設及び集合住宅が建設されている。

### 河川（用水路）
- 稲付川 - 根付用水・稲付用水・中用水・北耕地川の別名を持ち、町域南辺を東流していた用水路。隅田川に合流していた。1967年に開始された工事で暗渠化された。

### 地価
住宅地の地価は、2024年（令和6年）7月1日の地価調査によれば、西が丘1-18-11の地点で51万円/m2となっている。

## 歴史
鎌倉時代以降、源頼朝の武蔵入りに際して真っ先に麾下となった豊島清光を出し、この地一帯を支配した豊島氏を室町時代末期の1478年（文明10年）に倒した扇谷上杉氏の家宰・太田道灌が現在の赤羽西に建てた稲付城の城下にあたる。また後に上杉定正による太田道灌謀殺の後、稲付城に拠った太田資高・太田康資の後北条氏への内応により北条氏の支配するところとなった。後に太田康資は北条氏への謀反が露見し安房国へ逃亡、稲付城は廃城となった。
江戸時代に入り、当地はこの稲付城の名をとった稲付村の一部となった。この稲付村は、明治時代初期の廃藩置県より浦和県（現埼玉県）に編入され、1874年（明治7年）3月8日の大区小区制では第九大区第六小区に編入された。1878年（明治11年）11月2日の郡区町村編制法で稲付村は東京府北豊島郡に編入され、東京府下となった。この際、第四大区第十七小区となった。翌1879年（明治12年）3月14日、東京府数町村連合会規則により、稲付村外二ヶ村連合村（稲付村・上十条村・下十条村3ヶ村連合）を設置したが、1889年（明治22年）4月1日、町村制施行により連合村を形成した上十条村・下十条村とは合併せず、神谷村・下村・岩淵本宿町・袋村・赤羽村と合併し、岩淵町の一部となった。
岩淵町が王子町と合併し王子区となった際、東京市の設置した町界町名地番整理委員会によって新たに編入される予定の20区の町村に対し、委員会の定めた6方針のうち「（ヘ）小字をもって地番区域とする町名整理は小字名に旧町村を冠したものを新町名とすること」が適用され、岩淵町稲付は王子区稲付町一～五丁目・稲付庚塚町・稲付西町一～六丁目・稲付梅木町・稲付西山町・稲付出井頭町・稲付島下町となった。ただし、稲付西町は1932年（昭和7年）1月に既に改称されており、それがそのまま採用された形となった。また、この際町名に冠される「旧町村名」に関しては1889年（明治22年）から1932年（昭和7年）まで所属した岩淵町から採った「岩淵」ではなく、それ以前の旧村であった稲付村の「稲付」が冠された。また、この東京市編入の際に「稲付」の読みがそれまでの「イネツケ」から「イナツケ」と変更された。このことに関しては若干の混乱と不満があったといわれる。この間、袋台地を中心とした軍都・赤羽台の周縁地区として整備された。
1905年（明治38年）、現在の北区立梅木小学校付近に火工廠稲付射場（6800余坪）が建設された。また、翌1906年（明治39年）には稲付から志村にかけて83,000坪の敷地に東京陸軍兵器補給廠が建設された。また、海軍住宅も建設されている。東京陸軍兵器補給廠及び稲付射場は第二次世界大戦後、進駐軍にTOD第1地区として接収されるところとなり、1958年（昭和33年）まで返還されなかった。返還された土地は使途をめぐって北区・板橋区・東京都及び国の間で紛糾したが、1969年（昭和44年）5月に国有財産審議会において38,000平方メートルの土地を国立競技場用地（国立西が丘サッカー場）としての払い下げが正式に決まることで一応の決着を見た。北区側はこの土地を地下鉄操車場として使用することを主張していたが叶わず、この運動は地下鉄7号線（現・東京メトロ南北線）早期建設運動へと方向転換された。返還後、1965年（昭和40年）11月1日の住居表示実施により西が丘一丁目及び二丁目が成立。西が丘三丁目は上記返還地の用途決定及び板橋区との境界調整の後、1971年（昭和46年）7月1日の住居表示実施により成立した。

### 沿革
- 1871年（明治4年）11月：浦和県（現埼玉県）から東京府に編入される。
- 1878年（明治11年）11月2日：郡区町村編制法により、稲付村が東京府北豊島郡に編入される。
- 1879年（明治12年）3月14日：東京府数町村連合会規則により、稲付村が上十条村・下十条村と稲付村外二ヶ村連合村を形成する。
- 1889年（明治22年）4月1日：町村制施行に伴い、稲付村が岩淵本宿町・神谷村・下村・袋村・赤羽村と合併し、岩淵町の一部となる。
- 1932年（昭和7年）10月1日：王子町が東京市に編入され東京市王子区となり、従前の岩淵町稲付は王子区稲付町一～五丁目・稲付庚塚町・稲付西町一～六丁目・稲付梅木町・稲付西山町・稲付出井頭町・稲付島下町となる。このうち稲付西町一～六丁目・稲付梅木町・稲付出井頭町・稲付西山町・稲付島下町が現行の西が丘一～三丁目の区域に相当する。
- 1943年（昭和18年）7月1日：東京都制が施行され、上記各町はそれぞれ東京都王子区の町名となる。
- 1947年（昭和22年）3月15日：王子区と滝野川区が合併し、北区が成立。上記各町はそれぞれ東京都北区の町名となる。
- 1965年（昭和40年）11月1日：稲付西町三・四・五丁目の全域、稲付西町一・二・六丁目の各一部、稲付梅木町の全域、稲付西山町の一部の区域に住居表示を実施し、西が丘一丁目・西が丘二丁目が成立。
- 1971年（昭和46年）7月1日：稲付出井頭町の全域、稲付西山町・稲付島下町の各一部の区域に住居表示を実施し、西が丘三丁目が成立。

## 世帯数と人口
2023年（令和5年）1月1日現在（東京都発表）の世帯数と人口は以下の通りである。
| 丁目         | 世帯数    | 人口    |
| ------------ | --------- | ------- |
| 西が丘一丁目 | 1,798世帯 | 3,310人 |
| 西が丘二丁目 | 980世帯   | 1,872人 |
| 西が丘三丁目 | 1,621世帯 | 3,301人 |
| 計           | 4,399世帯 | 8,483人 |

### 人口の変遷
国勢調査による人口の推移。
| 年                 | 人口  |
| ------------------ | ----- |
| 1995年（平成7年）  | 7,952 |
| 2000年（平成12年） | 7,107 |
| 2005年（平成17年） | 7,448 |
| 2010年（平成22年） | 8,709 |
| 2015年（平成27年） | 8,478 |
| 2020年（令和2年）  | 8,673 |

### 世帯数の変遷
国勢調査による世帯数の推移。
| 年                 | 世帯数 |
| ------------------ | ------ |
| 1995年（平成7年）  | 3,293  |
| 2000年（平成12年） | 3,109  |
| 2005年（平成17年） | 3,523  |
| 2010年（平成22年） | 4,152  |
| 2015年（平成27年） | 4,005  |
| 2020年（令和2年）  | 4,169  |

## 学区
区立小・中学校に通う場合、学区は以下の通りとなる（2023年10月時点）。
| 丁目         | 番地                                    | 小学校             | 中学校           |
| ------------ | --------------------------------------- | ------------------ | ---------------- |
| 西が丘一丁目 | 2〜7番、10〜15番 21〜24番、33〜36番     | 北区立西が丘小学校 | 北区立稲付中学校 |
| 西が丘一丁目 | 1番、8〜9番 16〜20番、25〜32番 37〜48番 | 北区立梅木小学校   | 北区立稲付中学校 |
| 西が丘二丁目 | 全域                                    | 北区立梅木小学校   | 北区立稲付中学校 |
| 西が丘三丁目 | 全域                                    | 北区立梅木小学校   | 北区立稲付中学校 |

## 事業所
2021年（令和3年）現在の経済センサス調査による事業所数と従業員数は以下の通りである。
| 丁目         | 事業所数  | 従業員数 |
| ------------ | --------- | -------- |
| 西が丘一丁目 | 99事業所  | 774人    |
| 西が丘二丁目 | 50事業所  | 373人    |
| 西が丘三丁目 | 22事業所  | 1,329人  |
| 計           | 171事業所 | 2,476人  |

### 事業者数の変遷
経済センサスによる事業所数の推移。
| 年                 | 事業者数 |
| ------------------ | -------- |
| 2016年（平成28年） | 176      |
| 2021年（令和3年）  | 171      |

### 従業員数の変遷
経済センサスによる従業員数の推移。
| 年                 | 従業員数 |
| ------------------ | -------- |
| 2016年（平成28年） | 1,930    |
| 2021年（令和3年）  | 2,476    |

## 交通

### 鉄道
町域内に鉄道駅は存在しないが、徒歩圏内に都営三田線本蓮沼駅・板橋本町駅、JR赤羽駅・十条駅が存在する。
また、かつては赤羽駅 - 川口駅間から西が丘三丁目（旧・稲付出井頭町）まで引込線が引かれていた。これは軍用貨物線の跡地であり、その一部は赤羽緑道公園（北区赤羽台及び赤羽西）として整備されている。

### バス
- 国際興業バス[25] - 西が丘三丁目に赤羽営業所が所在する[26]。路線については国際興業バス赤羽営業所を参照。

### 道路
- 東京都道318号環状七号線（環七通り）
- 東京都道455号本郷赤羽線

## 施設
スポーツ施設

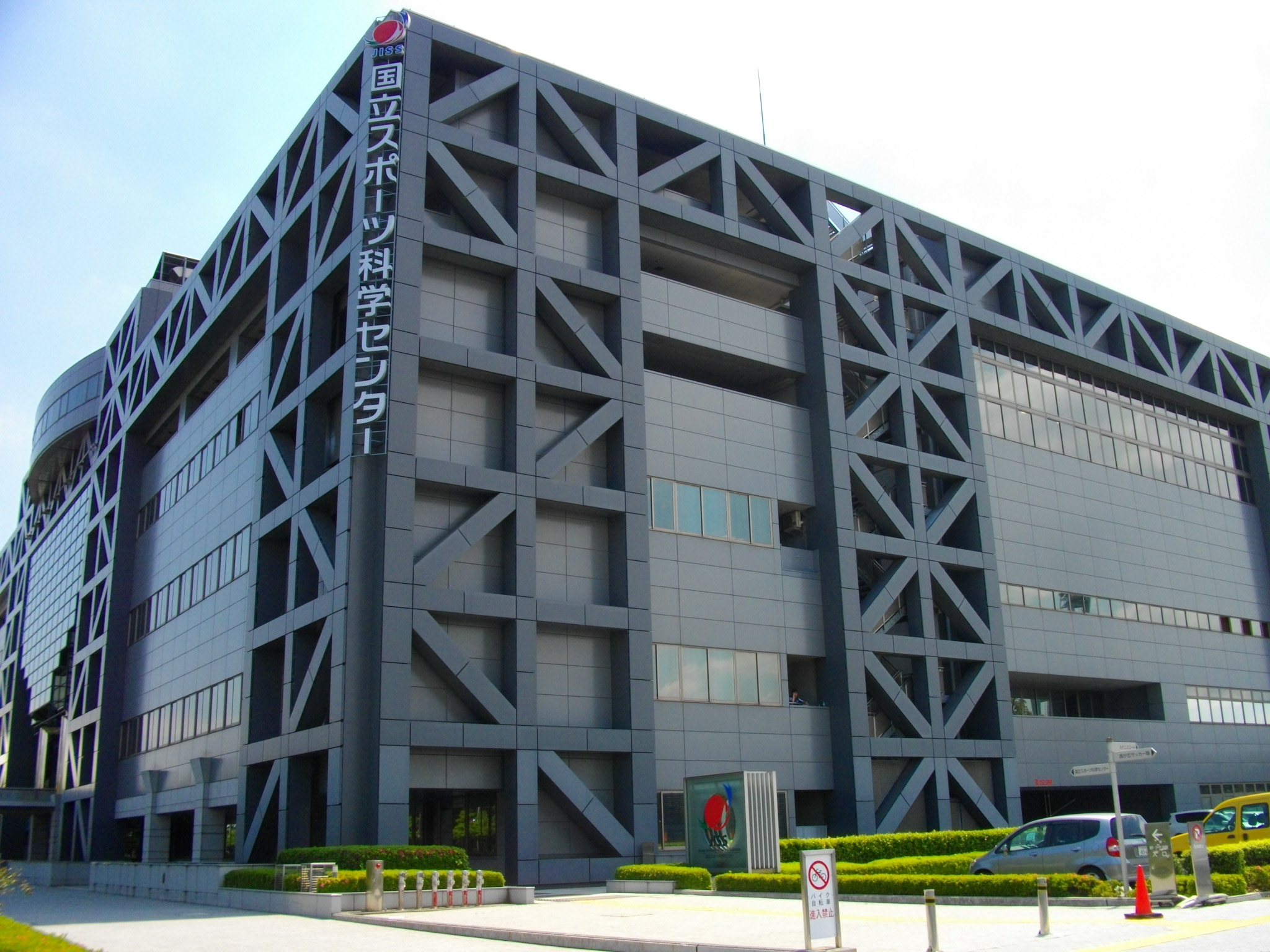
国立スポーツ科学センター

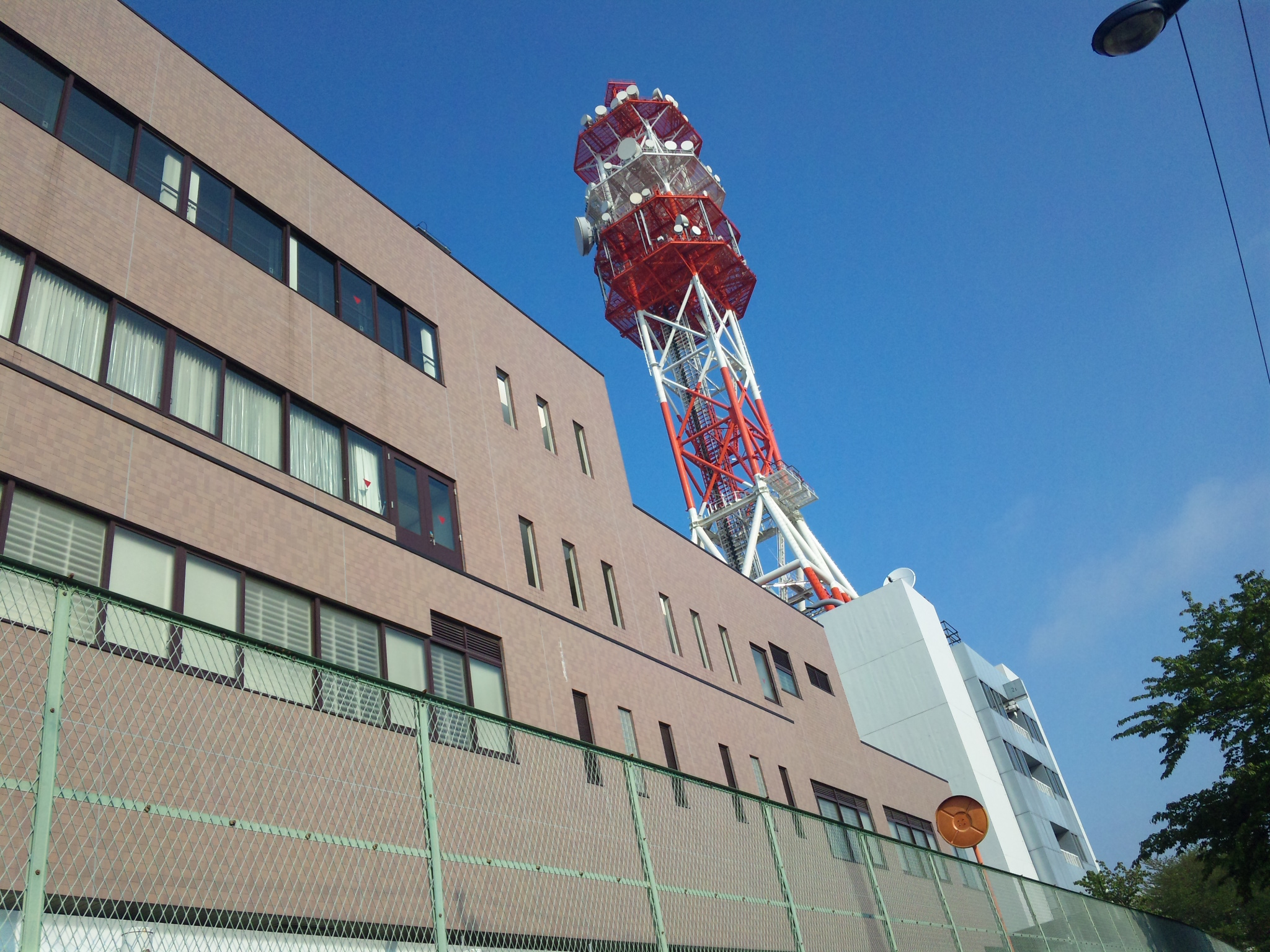
NTT十条ビル

- 国立スポーツ科学センター
  - 国立スポーツ科学センターフットサルコート
  - 国立スポーツ科学センター屋外テニスコート
- ナショナルトレーニングセンター
  - JOCエリートアカデミー
- 国立西が丘サッカー場

教育機関
- 東京都立赤羽北桜高等学校
- 北区立梅木小学校
- 北区立うめのき幼稚園
- 東京都立中央・城北職業能力開発センター赤羽校 - 西が丘3-7-8[27]

集合住宅
- 関東財務局西が丘宿舎（国家公務員合同宿舎）- 西が丘3-11-1他
- 国家公務員宿舎 西が丘住宅 - 西が丘3-3-9
- 国家公務員宿舎 西が丘第2住宅 - 西が丘3-1442-17外
- 都営西が丘三丁目アパート（旧・都営稲付アパート）- 西が丘3-8[28]
- 都営稲付第2アパート - 西が丘3-1[28]
- 都営西が丘二丁目第2アパート - 西が丘2-16[28]
- 区営西が丘一丁目アパート - 西が丘1-44-13

その他
- 警視庁第十方面本部 - 西が丘3-4-7
  - 警視庁第十方面交通機動隊
- NTT十条ビル（NTTドコモ十条ビル）- 西が丘3-6-6[29]
- 大松寺（だいしょうじ）- 西が丘1-35-18。曹洞宗の寺院[30]。山号は萬祥山。芝の青松寺の末寺で、江戸時代に日本橋小伝馬町に建立されてから浅草へ移転。さらに関東大震災後の区画整理で現在地へ移転した。

## その他

### 日本郵便
- 郵便番号 : 115-0056[3]（集配局 : 赤羽郵便局[31]）。